# Dálnoky-ház (Miskolc)
A Dálnoky-ház Miskolcon, a Déryné és a Széchenyi István utca sarkán áll (Déryné utca 2.), mindkét utcára, déli és nyugati irányban is rendelkezik homlokzattal. Itt működik a város első antikváriuma.

## Története
Az épület az 1862. évi városképi ábrázoláson már szerepel, de végső formáját a nagy 1878-as árvíz után kapta meg. A ház akkor még a Széchenyi utcára volt számozva, 25-ös házszámmal (a színház ugyanígy a Széchenyi utcán „állt”, a 23. szám alatt szerepelt). Tulajdonosa Dálnoky Nagy Barnabás (1823–1893) jogász (előtte valószínűleg az apja) volt, aki ugyan 1872-ben Horváth Lajossal együtt megnyerte az országgyűlési választást, de ő visszalépett a képviselőségtől, és a helyi politikai életben vállalt szerepet. Királyi közjegyzőnek nevezték ki, majd a munkásságát királyi tanácsosi címmel ismerték el. Szépirodalmi munkássága is ismert, a Hölgyfutárban jelentek meg elbeszélései, versei, míg politikai-közéleti írásait helyi lapokban jelentette meg. A fia, Lajos, Borsod megyei aljegyző, végül 1891-től főjegyző volt.
A házról 1890-ben készített felvételeket Schabinszky László (1854–1899) neves fényképész, akinek Munkácsy Mihályról/nak készített felvételei fontosak. Schabinszky ebben az időben itt, a Deák utcai oldalon működtette „fényirdáját”. Az épületfotón látszik a Széchenyi utcai front földszintjén Rosenfeld Mór kereskedése, mellette pedig már működött Groszmann Jakab „ódonász”, azaz régiségkereskedése-antikváriuma. A Déryné (akkor Deák) utca földszintjén Lusztig Sándor és a tulajdonos üzlete volt, az emeleti irodákat pedig a Hercz Jenő vezette Adria Biztosító Társulat vezérügynöksége bérelte. 1897-ben özvegy Dálnoky Nagy Barnabásné átépítésre kért engedélyt a mérnöki hivataltól, új lépcsőházat, a régi helyén pedig raktárakat alakítottak ki. Az özvegy 1901-ben újabb átalakítást kezdeményezett, a Széchenyi utcai fronton a mai antikvárium helyiségében vitték lejjebb a padlózatot, alatta a pince boltozatát megerősítették. Az új üzletportált Szőke Pál asztalosmester alakította ki. A következő évtizedekben számos bérlő követte egymást (például Hombacher Mária dohányárudája, Farkas Sándorné drogériája, Szűcs Sándor bankháza), lévén a ház igen frekventált pontján állt a városnak. A Deák utcai oldalon az 1920-as évek végétől működik a Déryné presszó (illetve elődje, 1940-ben Azra néven), amelynek a berendezése is a régi időkből való. A ház lakói közül az ismertebbek: Szlávy László helyettes, majd kinevezett polgármester és Putnoki Béla ügyvéd.
A házat 2001-ben felújították, külső kialakítása, szerkezete követi az eredetit.

## Leírása
Az épület egyemeletes, két utcai homlokzattal rendelkezik, a sarok kissé lesarkított. A Széchenyi utcai homlokzat öttengelyes, a Déryné utcai 4+1+2 axisú. Az épület kicsiny zárt udvart fog közre, az emeleten rövid, L alakú fedett függőfolyosó helyezkedik el.
A két homlokzaton a földszinti és az emeleti részt egyszerű, keskeny övpárkány választja el. A Széchenyi utcai ablakokat lapos, akantuszdíszes pilaszterek keretelik, az ablaknyílások fölött erőteljes, viszonylag nagy kiülésű szemöldökpárkány, alatta trapéz alakú záradékkal díszített szemöldök helyezkedik el. A tengelyeket is pilaszterek fogják közre, a szabad falfelületeken pedig vízszintes vakolatrovátkolás van. Elképzelhető, hogy a jobb szélső két tengelyben kapu volt, amit a 19. század végén befalaztak.
A Déryné utcai homlokzat hasonló kialakítású, de az ablakok elhelyezése, ritmusa más. A bal oldalon lévő ablakok kiképzése gyakorlatilag azonos a déli homlokzatéval, de mivel sűrűbben helyezkednek el, az elválasztó pilaszterek hiányoznak, a szemöldökpárkányok pedig majdnem összeérnek. Hasonló a jobb oldali két ablak kialakítása is, de a két egység között a hatodik axis nyílászárója „teljes”, elválasztó pilaszteres kiképzést kapott, ám ezek a pilaszterek más alapról indulnak, mint a déli oldalon. Érdekes, hogy az épület bejárata nem e hangsúlyos hatodik, hanem az ötödik tengely alatt helyezkedik el. A Széchenyi utcai üzletek, illetve a Déryné utcai presszó a felújítás során hasonló portált kaptak.

## Képek

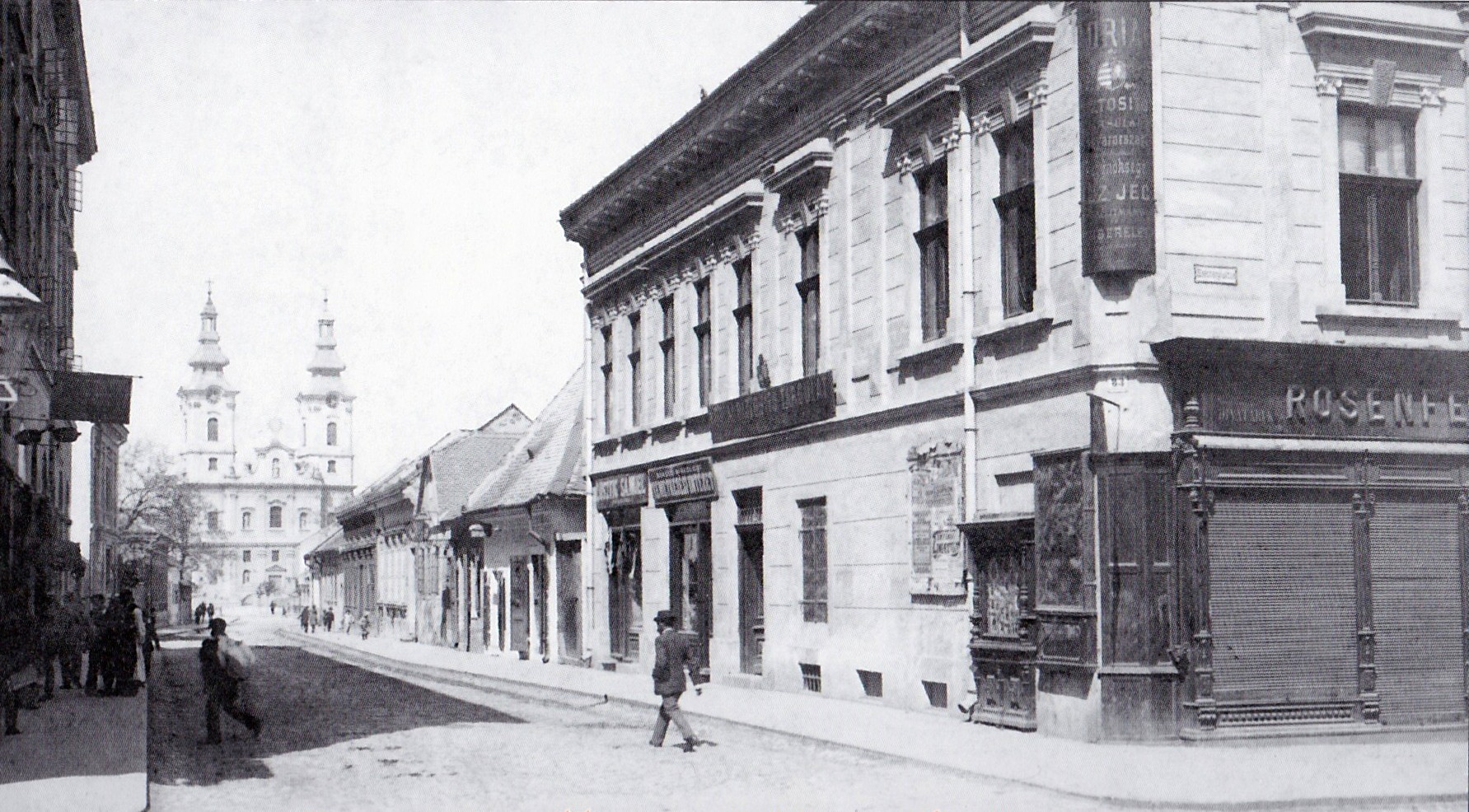
Az épület 1890-ben, Schabinszky László felvételén
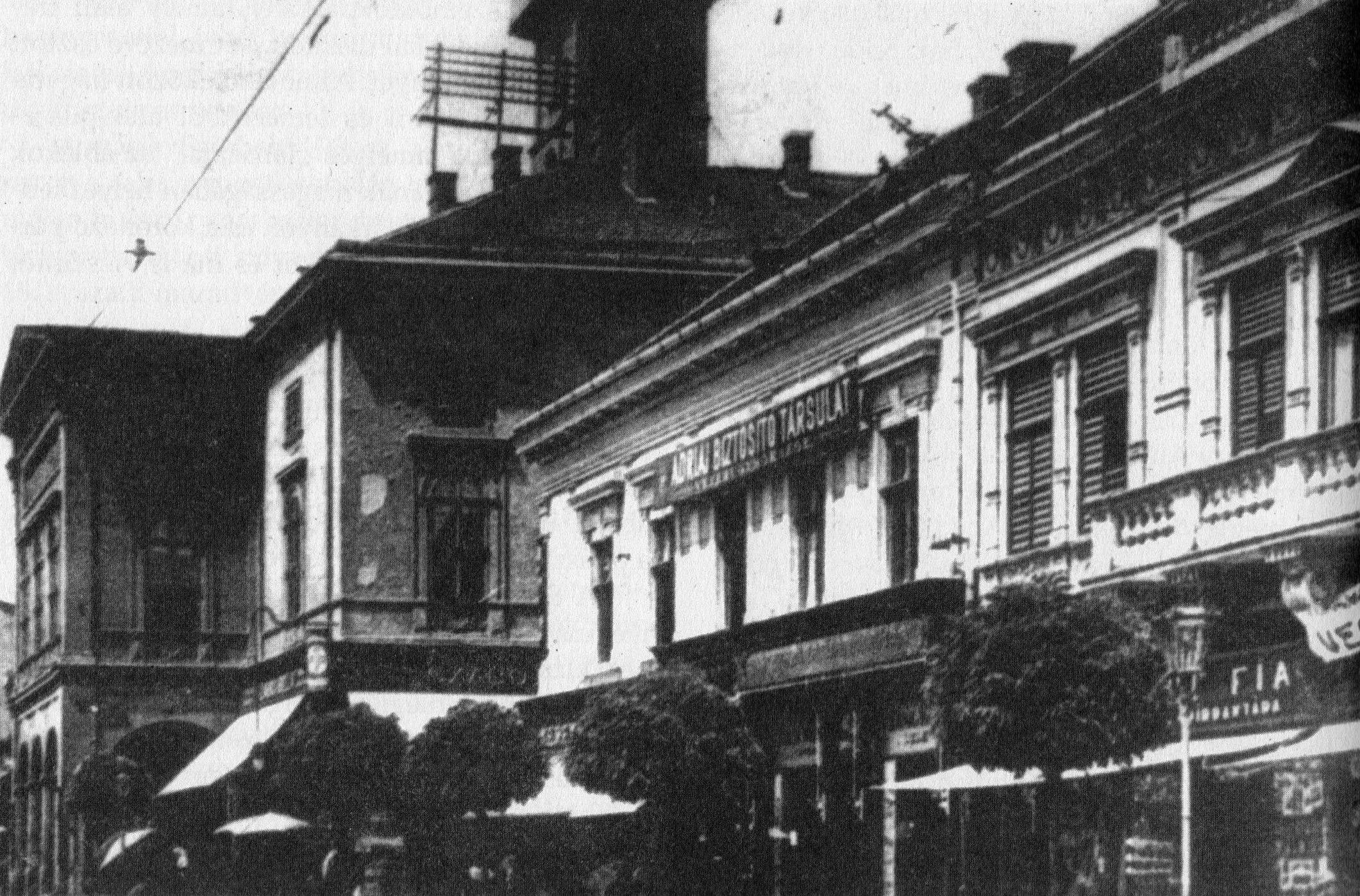
Az Adria Biztosító feliratával, 1890 körül
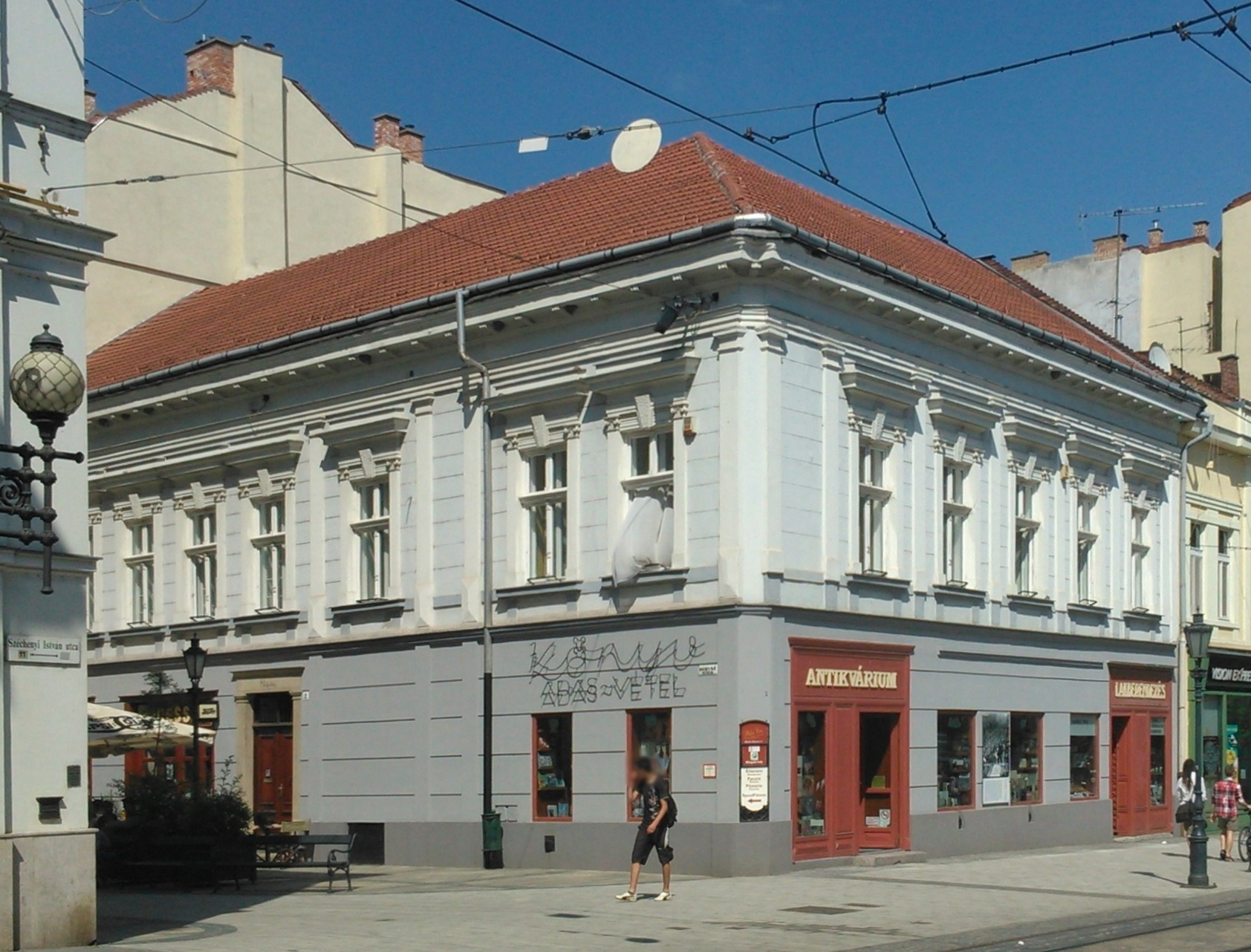
Déryné utcai rálátással
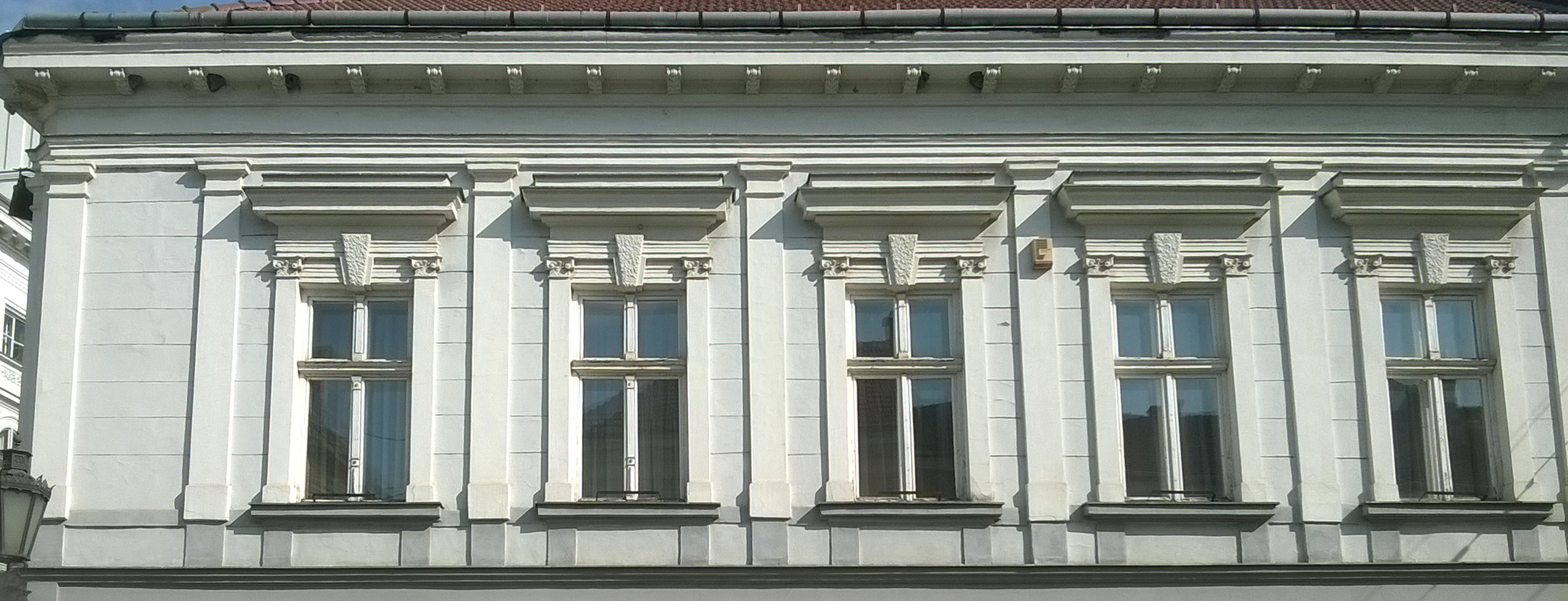
A Széchenyi utcai homlokzat ablakai
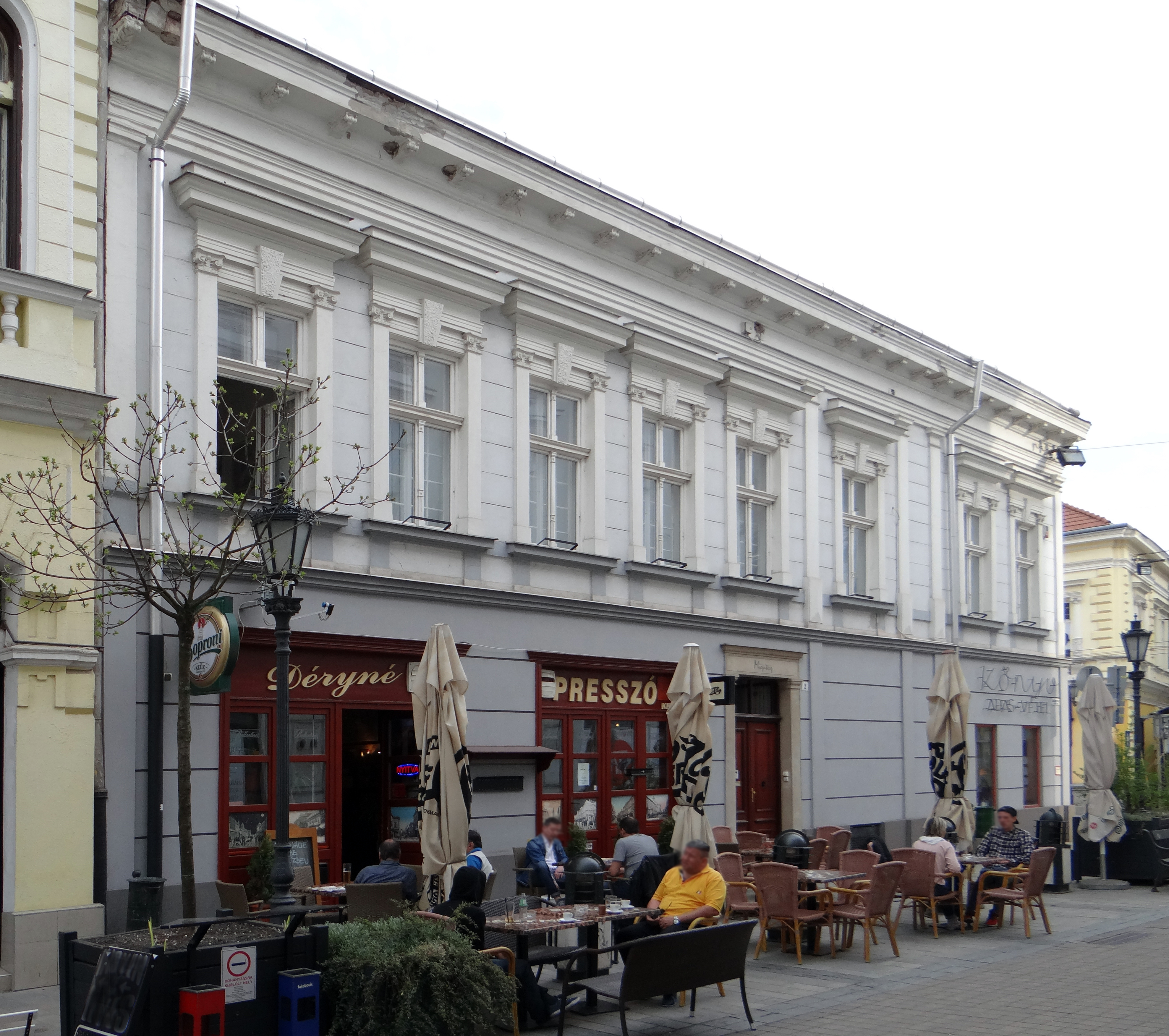
A Déryné utcai front a Déryné presszóval
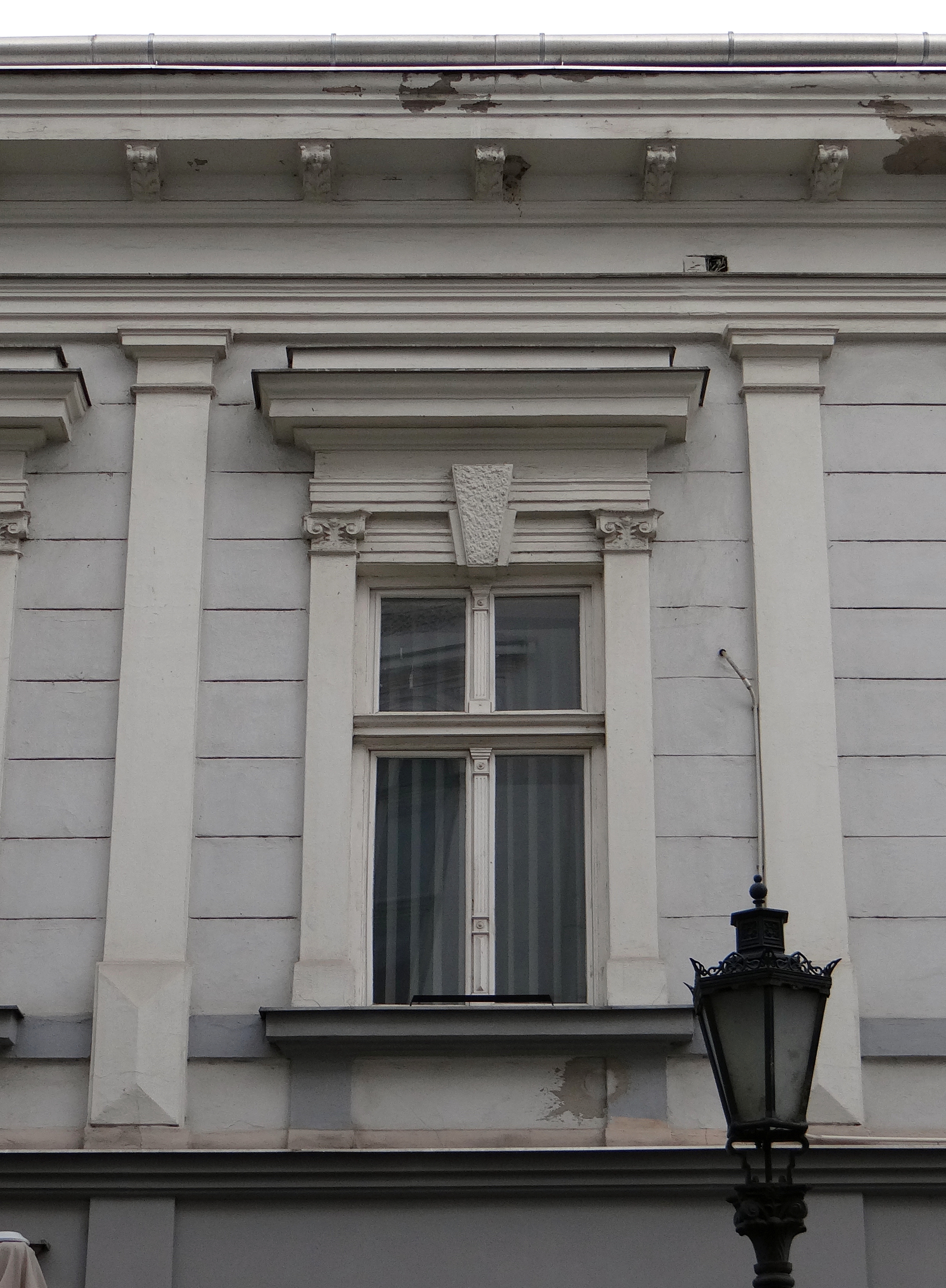
A hatodik axis ablaka a Déryné utcán
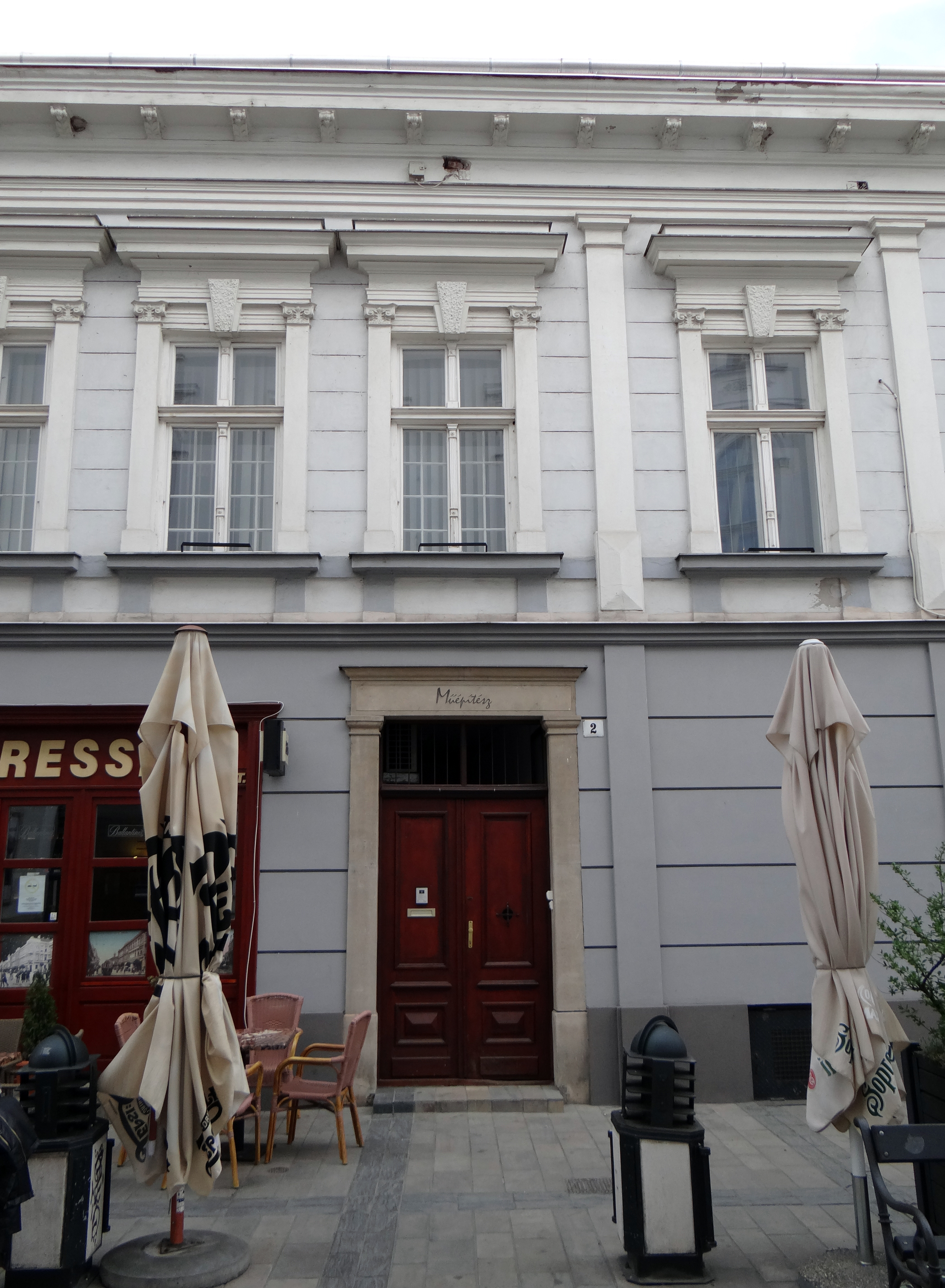
A ház Déryné utcai bejárata